# Giovanni Minuto
 Giovanni Minuto   (mort  vers   1111) est un cardinal italien du XIe siècle et du XIIe siècle. 

## Biographie
Le pape Urbain II   le crée cardinal lors d'un consistoire en 1093. Minuto est vicaire de Rome.
Il participe au concile de  Guastalla en 1106.  En 1111, il est emprisonné avec le pape Pascal II et d'autres cardinaux par l'empereur  Henri V. Il peut s'échapper et conduit avec le cardinal Leone, évêque d'Ostia une  rébellion contre l'empereur.

## Sources
- Fiche du cardinal   sur le site fiu.edu